# Дуровци
Дуровци е село в Северна България. Намира се в община Златарица, област Велико Търново.
Старoто име на селото е Дурла. Към 1934 г. селото има 41 жители. В днешно време няма постоянно население. Влиза в землището на село Разсоха.